# Dilophus interruptus
Dilophus interruptus är en tvåvingeart som beskrevs av Edwards 1930. Dilophus interruptus ingår i släktet Dilophus och familjen hårmyggor. Inga underarter finns listade i Catalogue of Life.